# Thalamotomie
Die Thalamotomie ist eine stereotaktische Hirnoperation, welche die Lobotomie vollständig abgelöst hat. Durch Kauterisation von Kerngebieten des Thalamus werden sonst unbeeinflussbare Schmerzen therapiert. Indikationen sind Schmerzen in den Armen, am Hals oder im Gesicht, sowie zentrale Schmerzen, die im Thalamus selbst entstehen. Phantomschmerzen nach Amputationen, die manchmal auch eine psychogene Ursache haben, sind häufig vom Rückenmark aus zu beheben, lassen sich aber in bestimmten Fällen im Thalamus beeinflussen. Bei der Unterbrechung dorsomedialer Verbindungen zum Frontalhirn handelt es sich eigentlich nicht um eine Schmerzoperation, sondern um einen psychochirurgischen Eingriff. Man bezweckt damit, dem Patienten quälende und pharmakologisch nicht beeinflussbare Schmerzzustände zu ersparen.

## Quelle
- Pschyrembel. Klinisches Wörterbuch. 259. Auflage. De Gruyter, 2001, S. 1646.